# Смит, Брендан (священник)
Бре́ндан Смит (англ. Brendan Smyth; 8 июня 1927, Белфаст, Северная Ирландия, Великобритания — 22 августа 1997, Килдэр, Ирландия) — ирландский католический священник. Получил скандальную известность как растлитель, использовавший своё положение в Римско-католической церкви для того, чтобы получать доступ к своим жертвам. На протяжении 40 лет Смит подверг сексуальному насилию и домогательству более 143 детей в приходах Белфаста, Дублина и США. Его действия долгое время скрывались руководством Римско-католической церкви от полиции и общественности. Споры вокруг его дела привели к отставке правительства Ирландии в декабре 1994 года.

## Биография

### Ранние годы и ординация
Родился 8 июня 1927 года в Белфасте.
В 1945 году вступил в католический монашеский орден премонстрантов и получил имя Брендан. В ордене узнали о злоупотреблениях Смита ещё с конца 1940-х годов. Смита переводили из одного прихода в другой, как только становилось известно о новых злоупотреблениях. В некоторых случаях орден не ставил в известность епископа диоцеза о том, что Смита нельзя подпускать к детям. Он совершал сексуальное насилие над детьми в приходах Род-Айленда и Северной Дакоты, а также в Бостоне Кроме того он подозревался в растлении детей во время нахождения в Уэльсе и Италии. Тем не менее, премонстранский священник отец Бруно Мулвихилл неоднократно пытался поставить в известность церковные власти о злоупотреблениях Смита.

### Арест и суд
Первую судимость Смит получил после того, как в полицию поступил отчёт о его злоупотреблениях в отношении четырёх сиблингов на улице Фаллс-Роуд в Белфасте. После своего ареста в 1991 году Смит сумел сбежать, и в последующие 3 года находился в бегах на территории Килнакроттского аббатства. Дело Смита привело к отставке коалиционное правительство Фианна Файл — Лейбористская партия, поскольку неправильный запрос Генерального прокурора Ирландии в Королевскую полицию Ольстера привёл к затягиванию судебного процесса.

### Смерть
22 августа 1997 года во время вечерней прогулки Смит упал с симптомами сердечного приступа и скончался, отбыв один месяц из положенных 12 лет. Премонстранты похоронили Смита, закрыв могилу бетоном во избежание вандализма. 
27 октября 2005 года слово «преподобный» было убрано с надгробия на могиле Смита после информационной кампании, проведённой одним из пострадавших.
В 2008 году участок Килнакроттского аббатства в 44 акров (18 га) земли был выставлен на продажу вместе с могилой.

### Последующие расследования
Обращавшиеся к истории со Смитом спорили о том, что помешало обличить преступника раньше — прямой сговор, неумелое руководство Килнакроттского аббатства или какие-то другие вещи. Епископ Дауна и Коннора кардинал Кахал Дейли рассматривался как пример некомпетентности. В 2010 году его преемник архиепископ Армы кардинал Шон Брейди под «сильным давлением ушёл в отставку» после того, как признался, что в 1975 году взял клятвы о молчании после того, как услышал признания двух мальчиков о злоупотреблениях Смита. Пострадавшие увидели в этом доказательство сговора, но сам Брейди сказал, что «не имел власти» над Смитом. 17 марта 2010 года заместитель Первого министра Северной Ирландии Мартин Макгиннесс призвал Брейди уйти в отставку.
В 2014—2015 годах шестой модуль Институционального исторического расследования злоупотреблений в Северной Ирландии был посвящён расследованию преступлений Смита в Северной Ирландии.

## В культуре
13 марта 2011 года канал Би-би-си показал фильм-инсценировку «Брендан Смит: Предательство доверия» (англ. Brendan Smyth: Betrayal of Trust), где главную роль исполнил Ян Битти, а журналиста Криса Мура — Ричард Дормер. Режиссёр — Майкл Макдауэлл.